# Echinacea
Echinacea es un género de plantas herbáceas y perennes pertenecientes a la familia Asteraceae, todas nativas del este de Norteamérica. Comprende 23 especies descritas y de éstas, solo 10 aceptadas.Su nombre coloquial es equinácea.

## Descripción
Son plantas herbáceas, perennes y tolerantes a la sequía que miden 1 o 2 m de altura. Las hojas son de lanceoladas a elípticas, de 10 a 20 centímetros de largo y 1,5-10 cm de ancho. Como es característico de toda la familia de las Asteráceas, las flores forman una inflorescencia compuesta por flores púrpuras (raramente amarillas o blancas) dispuestas en forma de cabezuelas cónicas; ya que el limbo de las lígulas exteriores tienden a apuntar hacia abajo una vez que la cabezuela de la flor se abre, formando, de esta forma, un cono.

## Taxonomía
El género fue descrito por Conrad Moench y publicado en Methodus Plantas Horti Botanici et Agri Marburgensis: a staminum situ describendi 591. 1794.

## Etimología
El nombre del género procede del griego echino, que significa "espinoso", debido al disco central espinoso de la cabezuela floral.

## Especies y variedades aceptadas
- Echinacea angustifolia
- Echinacea atrorubens
- Echinacea laevigata
- Echinacea pallida
- Echinacea paradoxa
  - Echinacea paradoxa var. neglecta
  - Echinacea paradoxa var. paradoxa
- Echinacea purpurea
- Echinacea sanguinea
- Echinacea simulata
- Echinacea tennesseensis[1]